# Ференци, Иштван (скульптор)
Иштван Ференци (венг. Ferenczy István; 24 февраля 1792, Римасомбат, Королевство Венгрия (ныне Римавска-Собота в Словакии) — 15 февраля 1912, там же) ― венгерский скульптор, член-корреспондент Венгерской академии наук. 
Ференци предпринял ряд настойчивых попыток создать скульптурную школу в Венгрии, и его миссия также заключалась в создании и продвижении венгерского национального искусства. Многие из его работ сейчас находятся в Венгерской национальной галерее.

## Биография
Иштван Ференци родился 24 февраля 1792 года в Римасомбате.
В молодости Иштван был слесарем в мастерской своего отца. С 1815 года Ференци учился в Вене на гравёра по меди. В 1817 году Иштван начал обучение у известного скульптора Йозефа Клибера. В 1818 году Ференци отправился пешком в Рим, где провел шесть лет в мастерской Бертеля Торвальдсена, у которого научился резьбе по мрамору. Когда Ференци вернулся домой, он привёз с собой купленную в Риме небольшую статуэтку, которая, как оказалось после проведённого в XX веке исследования, является работой Леонардо да Винчи. В 1819 году в Рим приехал палатин Венгрии и, заметив талант венгерского скульптора, вручил ему награду в 400 форинтов.
Иштван Ференци вернулся домой в Римасомбат в 1824 году, организовав на свои средства скульптурную мастерскую. 1 сентября 1832 года Иштван был избран членом-корреспондентом Венгерской академии наук.
В 1840 году Ференци запланировал создать в Пеште памятник Матьяшу I, но этот план так и не был реализован. В 1846 году Иштван создал мемориальную статую Ференца Кёльчеи. Несмотря на свой талант, Ференци до самой смерти жил за чертой бедности в Римасомбате.
Иштван Ференци умер в 1856 году, а 31 марта 1860 году писатель Андраш Фаи произнёс в Академии наук поминальную речь в честь скульптора.
Согласно завещанию Иштвана, он был похоронен вместе со статуей Эвридики.

## Работы

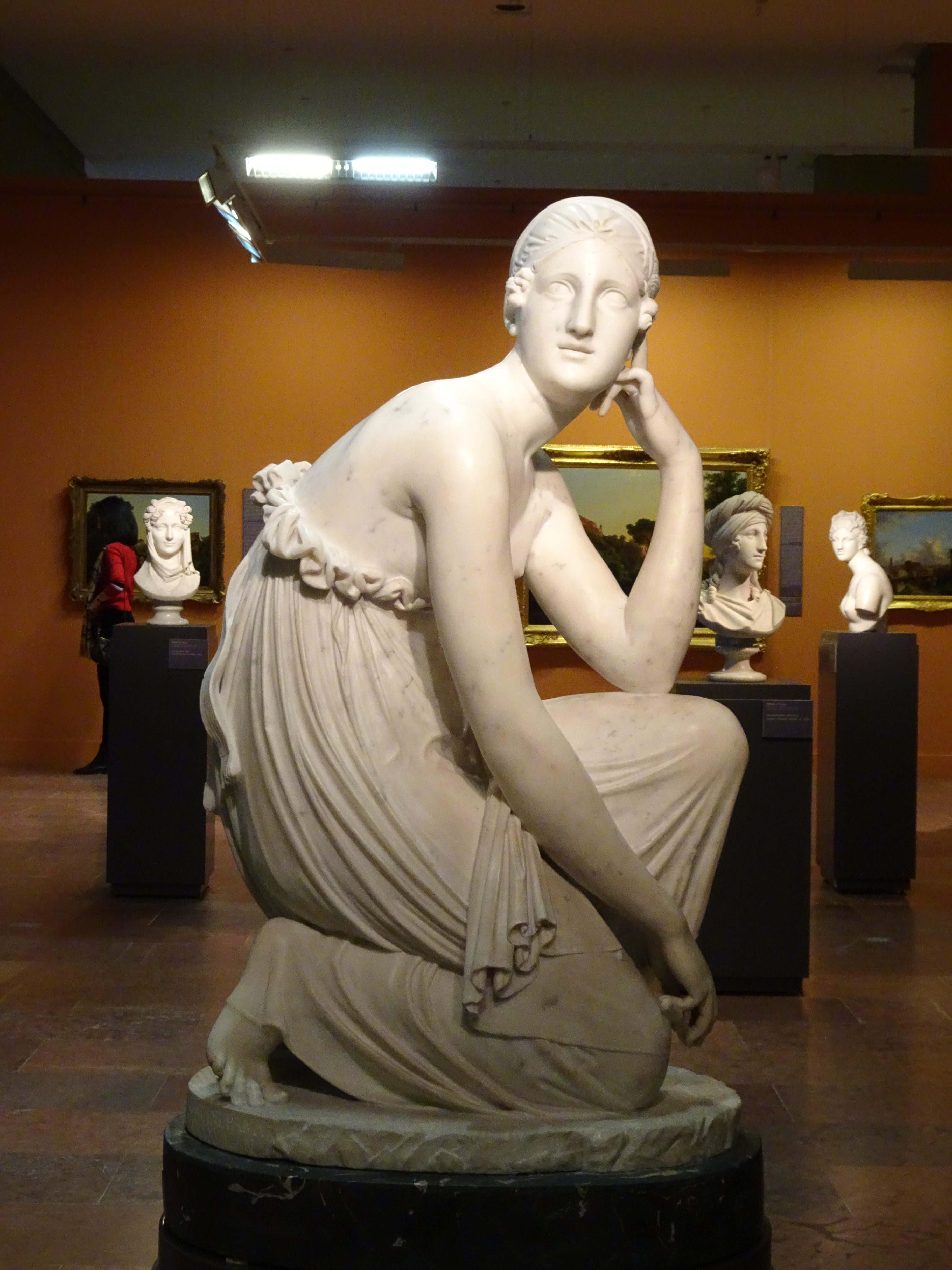
Пастушка (1820)
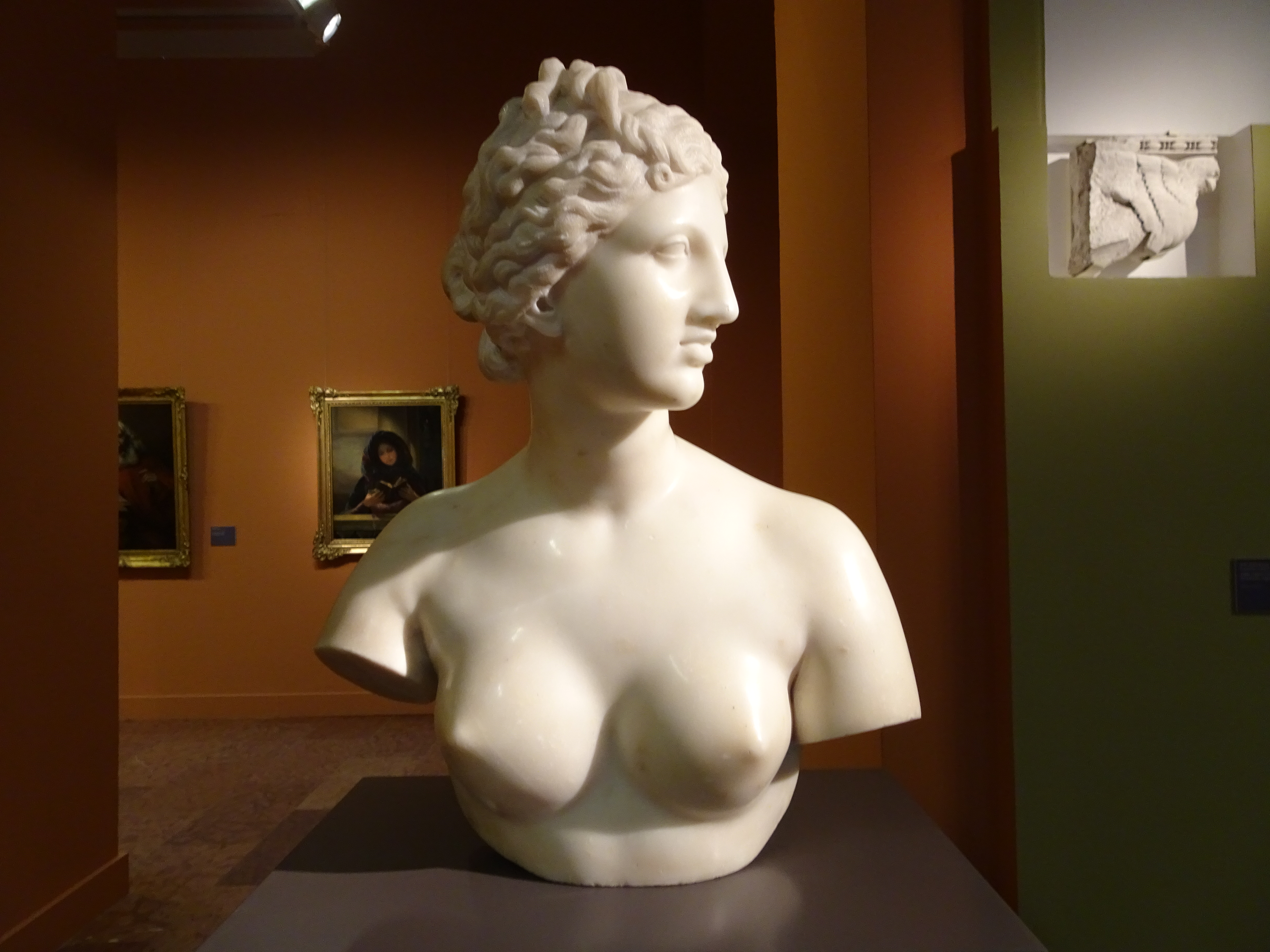
Бюст Венеры Медицейской (после 1822)
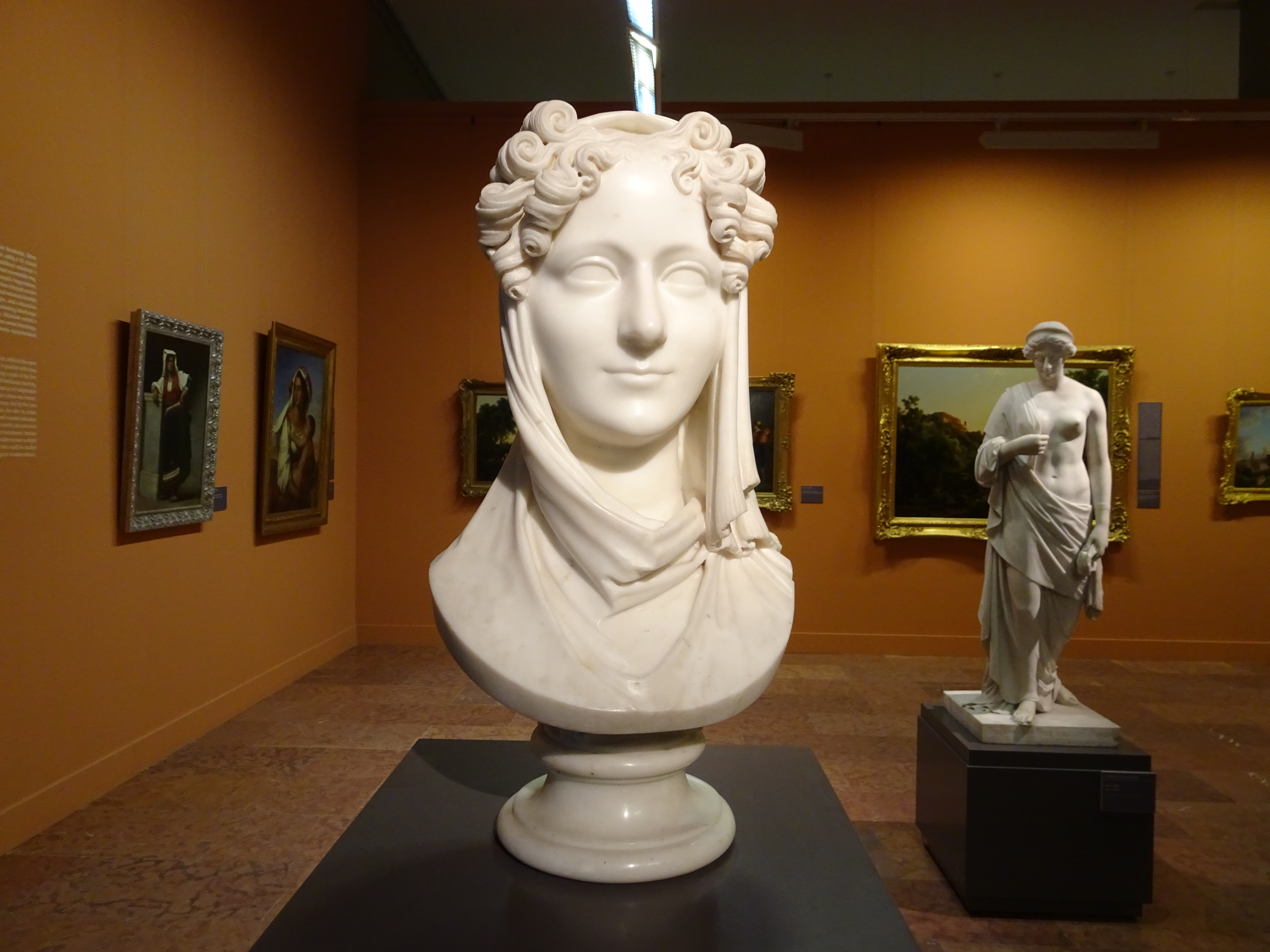
Скульптура графини Вичеи (1824)
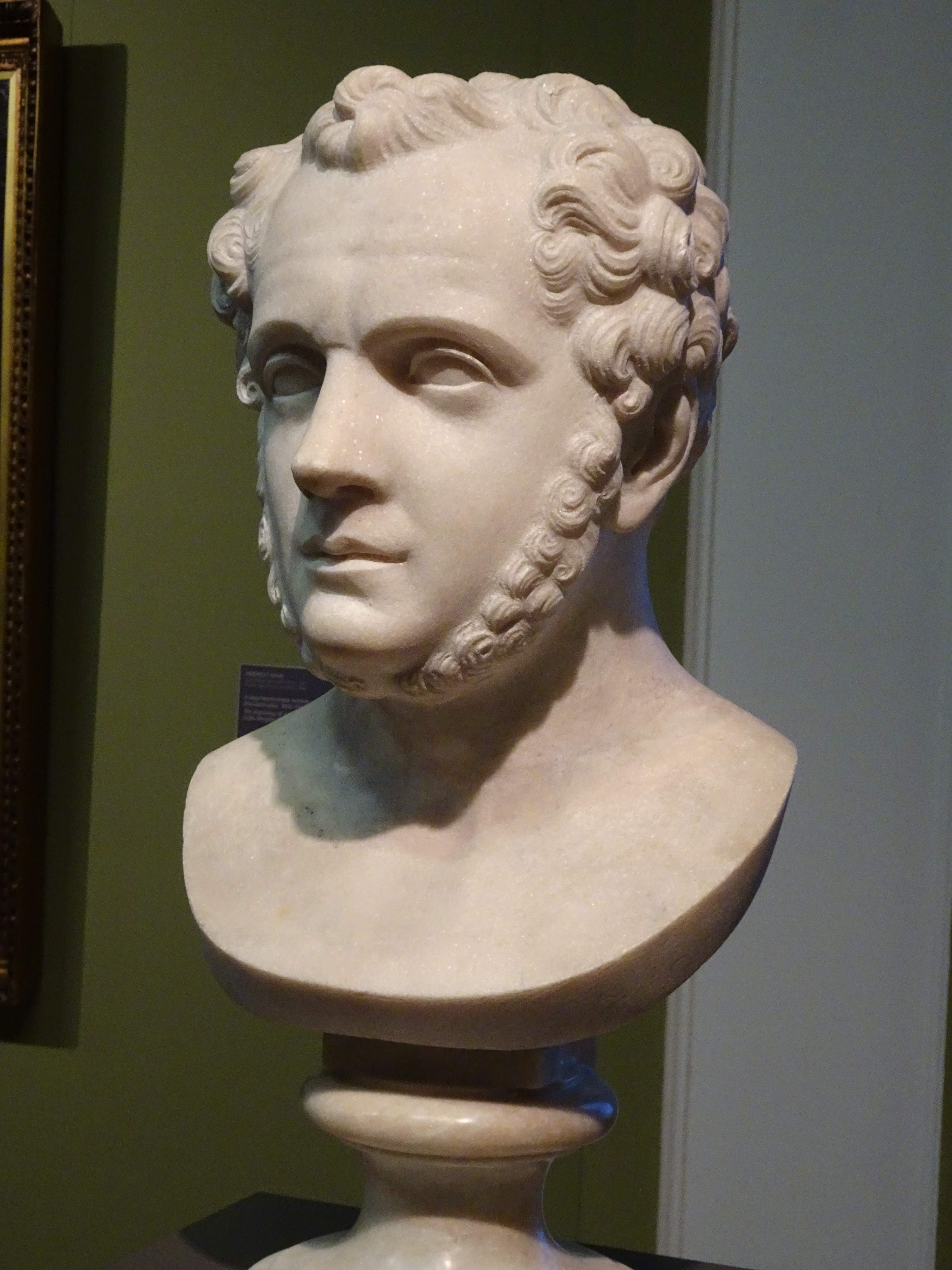
Автопортрет (1830)